# 郷村 (石川県)
郷村（ごうむら）は、石川県石川郡に存在した村。
村名の由来は手取川から分かれる用水、郷用水の名による。

## 地理
現在の白山市の北部（旧・松任市の東部）及び野々市市の北西部。当時より田んぼの広がる平野部の村であった。
現在の国道8号、国道157号が交差する所である。
- 川：南郷川（七ヶ用水）

## 歴史
- 1889年（明治22年）4月1日 - 町村制の施行により、石川郡専福寺村、柳町村、番匠垣内村、横江村、田中村、徳用村、蓮花寺村、長池村、二日市村、三日市村、田尻村及び堀内村の区域をもって、石川郡郷村が発足する。
- 1898年（明治31年）4月1日 北陸本線の小松駅・金沢駅間が開業し、郷村の区域を通過。
- 1904年（明治37年）11月1日 - 松金馬車鉄道（後の北陸鉄道松金線）が開通、郷村の区域を東西に通る。
- 1955年（昭和30年）11月14日 - 北陸鉄道松金線廃止。
- 1956年（昭和31年）9月30日 - 松任町編入派と野々市町編入派に村が二分され、以下の通り編入。郷村廃止。
  - 専福寺、番匠垣内及び横江の区域は石川郡松任町に編入。
  - 柳町、徳用、蓮花寺、長池、二日市、三日市、田尻及び堀内の区域は石川郡野々市町に編入。
  - 田中の区域は石川郡松任町及び野々市町に分割して編入。

## 交通

### 鉄道
村内に日本国有鉄道北陸本線（現・IRいしかわ鉄道線）が通っていたが、駅は設置されていなかった。現在は旧村域に野々市駅が開業している。
また、北陸鉄道松金線も村域を通っており、三日市駅・田中駅・本田中駅・番匠駅が村内に設置されていたが、1955年に廃止されている。

### 道路
- 一級国道8号
- 二級国道157号